# Theodore Burr

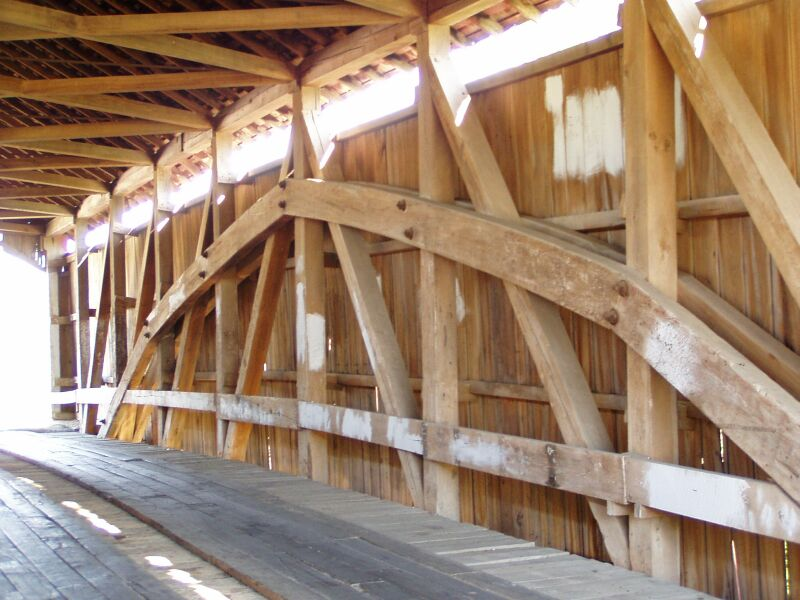
Burr truss

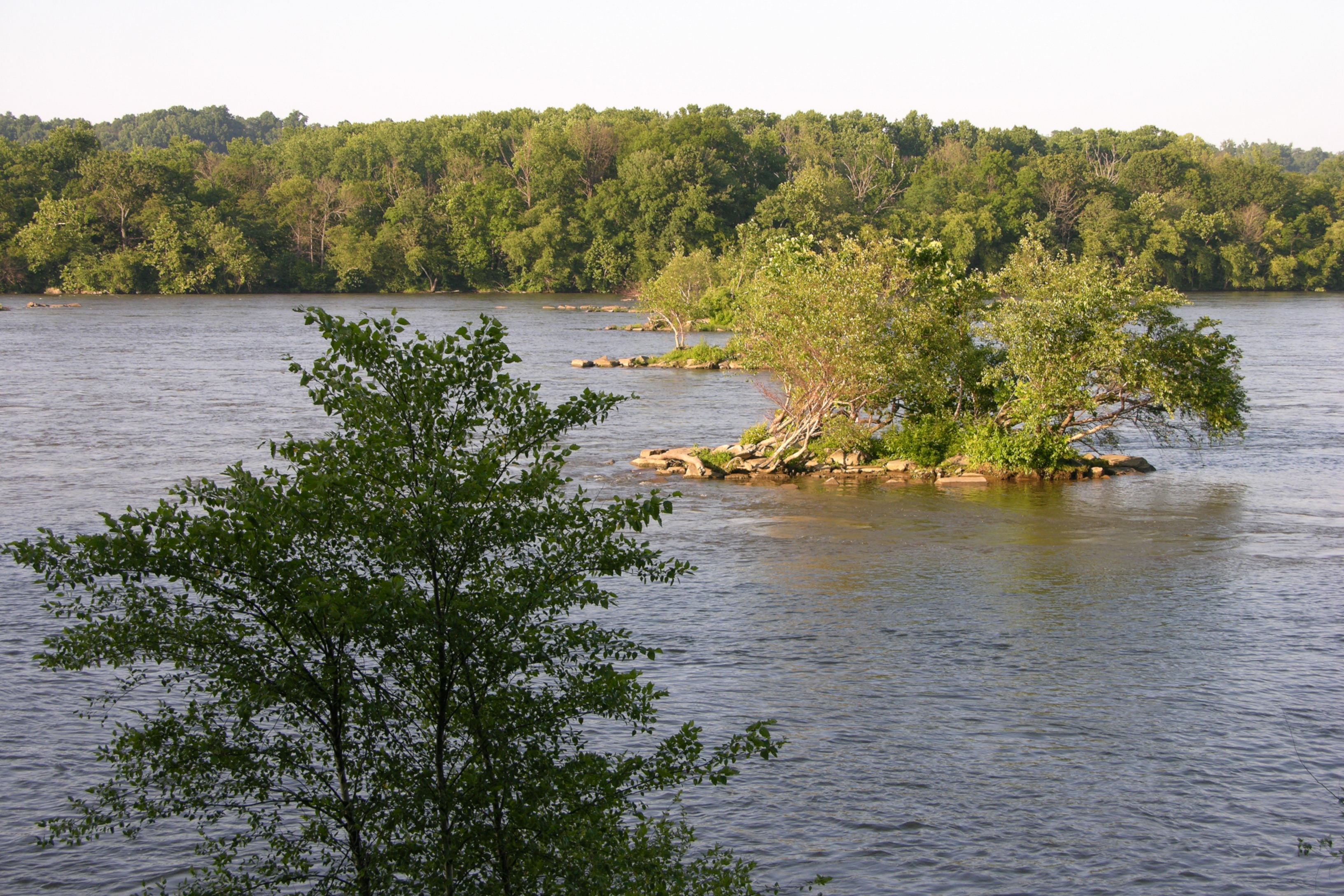
Ruinen der Port Deposit Brücke über den Susquehanna

Theodore Burr (* 16. August 1771 in Torrington, Colony of Connecticut; † 22. November 1822 in Middletown (Pennsylvania)) war ein US-amerikanischer Erfinder und Bauingenieur. Er gehört mit Timothy Palmer und Lewis Wernwag zu den Pionieren des Brückenbaus in den USA und ist der Erfinder des Burr Truss, für den er 1804 und 1817 ein Patent erhielt. Es implementierte im Fachwerk einen Bogen. Seine Brücken waren meist gedeckte Brücken aus Holz.
Burr war der Cousin des Vizepräsidenten Aaron Burr. 1792 kam er nach Oxford (New York), wo er 1794 eine Getreidemühle mit zugehörigem Staudamm baute. 1800 baute er in Oxford eine Brücke über den Chenango River und 1810 bis 1812 sein zweistöckiges Wohnhaus, das heute unter Denkmalschutz ist und die örtliche Bibliothek beherbergt.

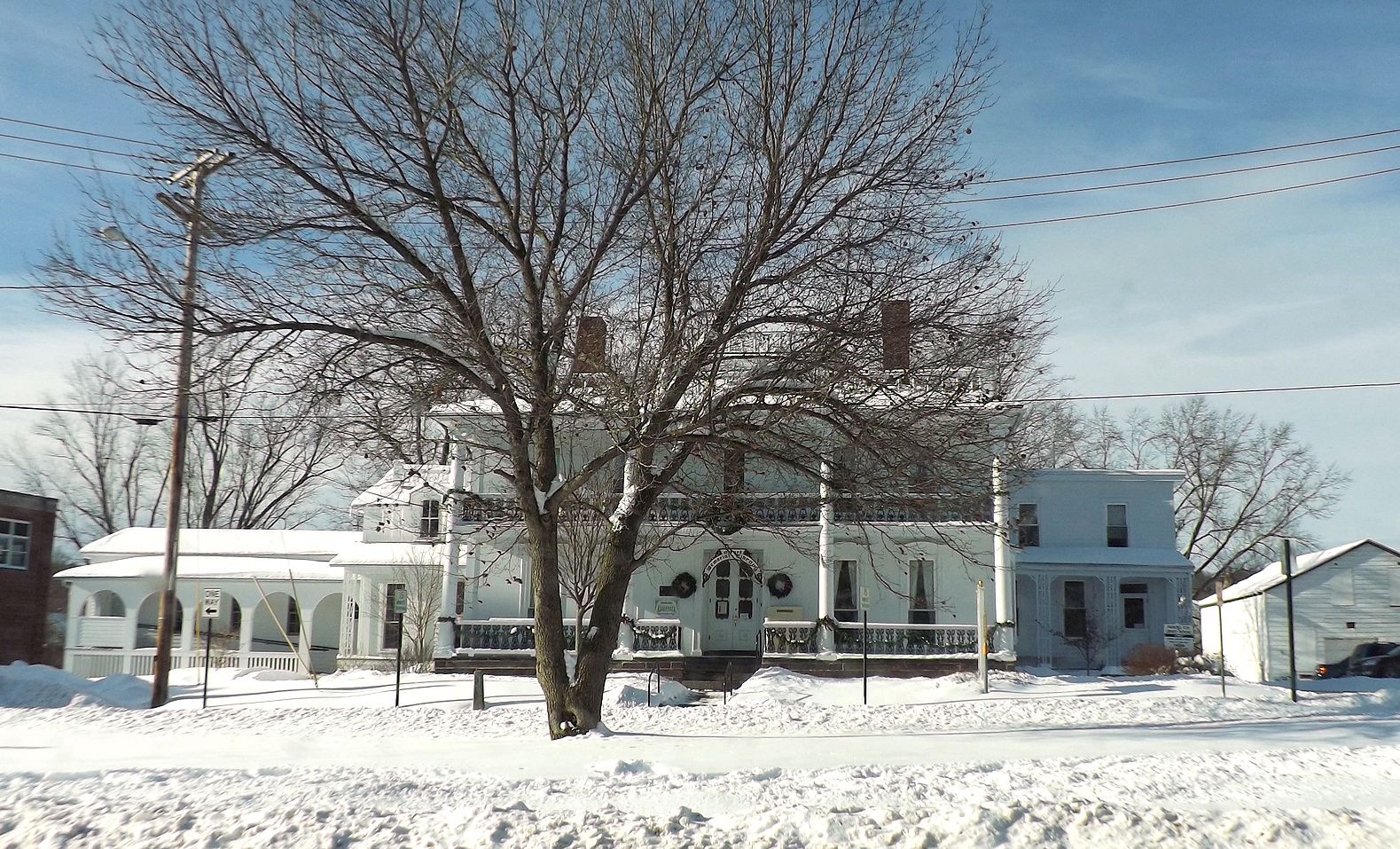
Ehemaliges Wohnhaus von Burr in Oxford, heute Bibliothek

1804 baute er eine Brücke über den Hudson bei Waterford (New York) (1909 durch Feuer zerstört). 1811 bis 1818 war er für die Konstruktion von fünf Brücken über den Susquehanna River in Pennsylvania und Maryland verantwortlich, darunter die McCall’s Ferry Bridge mit einem 109,73 m (360 ft) weiten Bogen, der größten Stützweite aller je gebauten hölzernen Brücken weltweit. Die letzte war die 1818 eröffnete Brücke bei Port Deposit in Maryland, die bis 1857 bestand, als sie durch eine Flut zerstört wurde. Sie hatte eine Länge von 1200 m und bestand aus 18 Einzelträgern in Form von Burr trusses mit je rund 60 m (200 Fuß) Spannweite. Sein Brückensystem war erfolgreich, er selbst übernahm sich aber finanziell und arbeitsmäßig und starb relativ mittellos.